# 彼得羅巴甫利夫斯卡鎮
彼得羅巴甫利夫斯卡镇（烏克蘭語：Петропавлівська Слобода）曾是烏克蘭東北部的村莊，由蘇梅州的赫盧希夫區負責管轄，但於2013年正式被註銷。該村在註銷前處於克列文河右岸，分別距離弗亞特卡0.5公里和布迪夏1公里，2001年人口11。